# Лукан Вей
Лукан Ахмад Вей (англ. Lucan Ahmad Way; нар. 6 квітня 1968, Нью-Йорк) — професор політології Університету Торонто, співдиректор Програми українських студій Петра Яцика Центру європейських, російських та євразійських студій (CERES), дослідник еволюції політичних режимів пострадянських країн.

## Біографія
Закінчив Гарвардський університет, де вивчав російську літературу та радянознавство (soviet studies). В 1988 році вперше потрапив до Радянського Союзу, вчив російську мову в Інституті ім. Пушкіна в Москві.
1993 року вступив на аспірантуру з політології в Каліфорнійському університеті в Берклі. Жив у Києві та Донецьку, де працював консультантом Світового банку, займався міжрегіональними фінансами. 2001 року захистив докторську дисертацію «Бюджетні відносини центру й регіонів» у Каліфорнійському університеті.
Під час Помаранчевої революції був в Україні як спостерігач ОБСЄ у Кіровограді.
З 2006 року живе в Канаді й викладає політологію в Торонтському університеті.

## Науковий внесок
Разом зі Стівеном Левицьким є автором концепції «змагального (конкурентного) авторитаризму», який вони визначили як тип політичного режиму, за якого «формальні демократичні інститути розглядаються як основний засіб приходу до влади, але порушення прав людини, зловживання державною владою і мас-медіа настільки звужують поле для гри, що режим не можна назвати демократичним».
У своїй книзі «Плюралізм за замовченням: слабкі автократи й підйом політичної конкуренції» висунув тезу, що слабкість державного апарату й відсутність національної єдності в деяких країнах є головними причинами збереження відносно демократичного політичного режиму.

## Праці
- Competitive Authoritarianism: Hybrid Regimes after the Cold War. New York: Cambridge University Press, 2010; у співавторстві зі Steven Levitsky.
- Pluralism by Default: Weak Autocrats and the Rise of Competitive Politics. Johns Hopkins University Press, 2015.